# Patrick Steuerwald
Patrick Steuerwald (Wolfach, 3 marzo 1986) è un allenatore di pallavolo ed ex pallavolista tedesco.
Giocava nel ruolo di palleggiatore.